# Else Berkmann
Else Berkmann (* 31. März 1904 in Itzehoe; † 30. November 2001 in Stuttgart) war eine deutsche Politikerin der SPD, Mitglied der Hamburger Bürgerschaft und Landtagsabgeordnete in Baden-Württemberg.

## Leben
Else Berkmann absolvierte eine kaufmännische und eine hauswirtschaftliche Lehre. Sie kam aus einer sozialdemokratischen Familie und wurde 1923 Mitglied der SPD. Im Januar 1933 wurde sie in die Hamburger Bürgerschaft gewählt, die im Herbst 1933 durch den Reichsstatthalter Karl Kaufmann aufgelöst wurde. Sie und ihr Mann Kurt Berkmann (* 1903) arbeiteten nach der Machtergreifung illegal für die SPD. Sie wurde kurzzeitig verhaftet, ihr Mann kam für fünf Wochen in Schutzhaft. Beide verloren den Arbeitsplatz und mussten unter dem Druck der Gestapo aus Hamburg über Chemnitz nach Tübingen wegziehen.
Nach Kriegsende gehörte sie 1946 gemeinsam mit Carlo Schmid und Fritz Erler zu den Gründern der SPD in Württemberg-Hohenzollern. Parteiübergreifend ergriff sie die Initiative für eine „Arbeitsgemeinschaft Tübinger Staatsbürgerinnen“ (Deutscher Staatsbürgerinnen-Verband), um den Frauen den Zugang in die Politik zu erleichtern, und arbeitete von 1957 bis 1972 im Vorstand der Vorgängerorganisation der baden-württembergischen Landeszentrale für politische Bildung „Der Bürger im Staat“ mit. Sie arbeitete als Dozentin und als Mitarbeiterin an Volkshochschulen und auch beim Amerikahaus in Stuttgart mit am demokratischen Aufbau.
Else Berkmann war von 1960 bis 1968 für den Wahlbezirk Stuttgart I direkt in den baden-württembergischen Landtag gewählt. Sie war Mitglied im Kulturausschuss und im Parlamentspräsidiums, ihre Themen waren die Alters- und Pflegeheime, der Denkmalschutz, die Erwachsenenbildung die politische Bildung, der Strafvollzug, die juristische Ausbildung und das Schulwesen.
Sie war Mitglied des ÖTV und des Hauptausschusses des Verbandes Württembergischer Volkshochschulen.
Sie wurde 1975 zur Ehrenvorsitzenden der Arbeitsgemeinschaft sozialdemokratischer Frauen in Baden-Württemberg ernannt, andere Ehrungen schlug sie hanseatisch aus.